# 明確性の原則
明確性の原則（めいかくせいのげんそく）とは、人権を侵害する方向で作用する法律は、それによって萎縮効果を生じないよう、また誤って不利益を受ける者の生じないように、明確に規定されなくてはならないとする原則を言う。
精神的自由規制立法、刑法、租税立法などで明確性の原則が要請される。